# Visual image developer
En anglès "Visual Image Developer", encara no hi ha un terme específic en català, tot i que la traducció literal seria "Desenvolupador d'imatges".
Es diu dels professionals que creen imatges; utilitzant qualsevol dels mètodes per desenvolupar imatges: Imatge generada per ordinador, Fotografia, Fotomuntatge, o Il·lustració.